# Watchmen (série télévisée, 2019)
Pour les articles homonymes, voir Watchmen (homonymie).
Watchmen est une série télévisée dramatique américaine de super-héros en 9 épisodes de 52-67 minutes, créée par Damon Lindelof d'après le roman graphique du même nom de l'éditeur DC Comics créée par Alan Moore et Dave Gibbons, et diffusée entre le 20 octobre 2019 et le 15 décembre 2019 sur HBO,.
La série se déroule dans une réalité contemporaine alternative aux États-Unis, dans laquelle les super-héros et les justiciers masqués ont été interdits en raison de leurs méthodes violentes, mais policiers et terroristes se livrent néanmoins à une lutte masquée.
Dans un long post Instagram de Damon Lindelof alors que l'émission était en début de production, il a été révélé que la série Watchmen ne serait pas une adaptation directe du matériel source original, mais plutôt « remixée » ; visant à raconter une histoire entièrement nouvelle définie dans le monde où les événements de l'histoire originale ont eu lieu. La série présente également différents points de vue, les seuls personnages de l’intrigue originale confirmés apparaissant dans la série étant Dr Manhattan, le Spectre soyeux II et Ozymandias.
La série a été diffusée aux États-Unis à partir du 20 octobre 2019, et, en France, entre le 21 octobre 2019 et le 16 décembre 2019 sur OCS City. En septembre 2020, Watchmen remporte quatre Emmy Awards dans la catégorie « mini-séries », dont ceux la meilleure série et de meilleure actrice pour Regina King.

## Synopsis
La série commence avec le rappel du massacre de Tulsa, quand entre le 31 mai et 1er juin 1921, des émeutiers blancs se sont violemment attaqués à la population noire de la ville. Un enfant parvient à s'échapper au milieu de ces émeutes. On retrouve Tulsa, de nos jours, dans le monde uchronique de Watchmen. Trois ans auparavant, un groupe de suprémacistes blancs appelés « la 7e Kavalerie », se revendiquant successeur de Rorschach, s’est attaqué à tous les policiers de la ville ainsi qu’à leurs familles. Afin de protéger leur identité depuis cette attaque poétiquement surnommée « la Nuit Blanche », les policiers de l'État ont désormais l'autorisation de se masquer avec un bandana jaune afin de conserver leur anonymat. Profondément marqués par cette nuit tragique, Angela Abar, « Sister Night », et le chef de la police de Tulsa, Judd Crawford, décident d’enquêter de concert sur ce groupuscule et ses adeptes. Il apparait qu'Angela Abar est la petite fille de Will Reeves, l'enfant qui avait réussi à s'échapper lors du massacre de Tulsa, et qui, vieillard, est un des personnages centraux de la série.

## Distribution

### Acteurs principaux
- Regina King (VF : Laura Zichy) : Angela Abar / Sœur Nuit (Sister Night en VO)
- Jean Smart (VF : Micky Sébastian) : Laurie Blake
- Tim Blake Nelson (VF : Hervé Lacroix) : Wade Tillman / Miroir (Looking Glass en VO)
- Hong Chau (VF : Anneliese Fromont) : Lady Trieu
- Yahya Abdul-Mateen II (VF : Daniel Lobé) : Calvin « Cal » Abar / Dr Manhattan
- Andrew Howard (VF : Miglen Mirtshev) : Peur rouge (Red Scare en VO)
- Jacob Ming-Trent (VF : Simon Volodine) : Panda
- Tom Mison (VF : Marc Arnaud) : M. Phillips / le garde-chasse
- Sara Vickers (en) (VF : Caroline Victoria) : Miss Crookshanks
- Dylan Schombing (VF : Emmylou Homs) : Christopher « Topher » Abar
- Louis Gossett Jr. (VF : Georges Claisse) : Will Reeves
- Jeremy Irons (VF : Féodor Atkine) : Adrian Veidt

### Acteurs récurrents
- James Wolk (VF : Valentin Merlet) : le sénateur Joseph « Joe » Keene Jr.
- Jessica Camacho : Pirate Jenny
- Dustin Ingram (VF : Nicolas Hardy) : Dale Petey
- Danielle Deadwyler : June
  - Valeri Ross (VF : Frédérique Cantrel) : June âgée

### Invités
- Don Johnson (VF : Patrick Poivey) : chef Judd Crawford
- Frances Fisher (VF : Françoise Vallon) : Jane Crawford

## Production

### Développement
Le 1er octobre 2015, il est annoncé que HBO a entamé des discussions préliminaires avec Zack Snyder, réalisateur du film Watchmen sorti en 2009, sur la possibilité d'en produire une adaptation télévisée. HBO confirme plus tard cette rumeur.
Le 20 juin 2017, il est annoncé que Damon Lindelof est en négociations pour développer l'adaptation télévisée pour HBO. À ce moment-là, un accord serait en train d'être conclu entre les deux parties et il a été confirmé que Snyder n'était plus impliqué dans le projet Le 19 septembre 2017, Damon Lindelof annonce le début de l'écriture du scénario sur son compte Instagram. Un jour plus tard, il est annoncé que HBO a officiellement passé commande d'un épisode pilote auprès de la production ainsi que quelques scripts supplémentaires.
Le 30 janvier 2018, il est annoncé que Nicole Kassell dirigerait et produirait le pilote, écrit par Lindelof. Le 22 mai 2018, Lindelof publie une lettre ouverte de cinq pages aux fans du comics dans laquelle il révèle que la série n'en serait pas une adaptation directe mais une nouvelle histoire qui aurait lieu après les évènements de Watchmen, les éléments d'origines seraient « remixés ». Le 17 août 2018, il est annoncé que HBO commande une première saison dont la diffusion devrait avoir lieu en 2019. Le 20 septembre 2018, il est annoncé que la bande originale de la série serait composée par Trent Reznor et Atticus Ross du groupe Nine Inch Nails.
Le 8 mai 2019, HBO diffuse une première bande-annonce dans laquelle est révélée une première diffusion en automne 2019.
Après la diffusion des neuf épisodes, Lindelof affirme considérer son histoire complète et n'avoir aucun plan pour une seconde saison, évoquant la possibilité de laisser le poste de showrunner pour de nouvelles saisons et de faire de la série une anthologie à la manière de Fargo ou True Detective,.
En janvier 2020, Lindelof confirme bel et bien sa décision de ne pas continuer la série, donnant malgré tout son accord à la chaîne pour continuer avec un nouveau showrunner. Néanmoins, HBO annonce vouloir respecter la vision de Lindelof, déclarant ne pas imaginer une suite sans sa participation.

### Attribution des rôles
Le 23 mai 2018, il est annoncé que Regina King, Don Johnson, Tim Blake Nelson, Louis Gossett Jr., Adelaide Clemens et Andrew Howard avaient rejoint la distribution du pilote. En juin 2018, il est rapporté que Jeremy Irons, Tom Mison, Frances Fisher, Jacob Ming-Trent, Yahya Abdul-Mateen II et Sara Vickers sont également intégrés. Le 7 août 2018, il est annoncé que Dylan Schombing, Adelynn Spoon et Lily Rose Smith rejoignent le tournage.
En novembre 2018, il est rapporté que Jean Smart avait été choisi dans un rôle principal et que James Wolk apparaîtrait dans un rôle régulier. De plus, il a été confirmé qu'Irons jouerait le rôle de Adrian Veidt / Ozymandias, que Nelson jouerait un nouveau personnage nommé Looking Glass, et que Vickers et Mison prendraient les rôles de Mime et Marionette (Marcos Maez et Erika Manson) issus de Doomsday Clock, suite de l'œuvre originale, sortie en 2017. En janvier 2019, il est annoncé que Hong Chau et Dustin Ingram joueraient des rôles récurrents.

### Tournage
Les premières prises de vues pour le pilote ont débuté le 1er juin 2018 à Atlanta, en Géorgie. Le même mois, le tournage continue dans d’autres villes et agglomérations géorgiennes, dont Macon, Fayetteville, Newnan, Palmetto, Brooks et Tucker. En octobre 2018, le tournage des épisodes qui constitueront la première saison commence en Géorgie à Palmetto, Brookhaven, Peachtree City, Decatur et à la station MARTA de Chamblee. En novembre 2018, les tournages sont déplacés vers des lieux tels que Palmetto, Chamblee, McDonough ainsi que la station West Lake MARTA. En décembre 2018, le tournage se poursuit à Union City, Newnan et au Georgia World Congress Center.

## Musique
Damon Lindelof choisit de confier la bande originale à Trent Reznor et Atticus Ross, du groupe Nine Inch Nails, qui ont notamment déjà remporté un Golden Globe et un Oscar pour la musique de The Social Network de David Fincher.
Dès la mise en route du projet de la série, Damon Lindelof a pensé à faire appel aux deux musiciens. Par coïncidence, lorsqu'il en fait part à Francesca Orsi, productrice chez HBO, elle lui déclare qu'ils viennent justement de la contacter la veille pour se renseigner sur ce projet. Ils étaient fans du travail de Lindelof depuis des années (notamment Lost et The Leftovers), ainsi que du roman graphique Watchmen. C'est pourquoi ils n'ont pas hésité à solliciter directement la production pour faire partie du projet.
Reznor et Ross ont sorti la bande originale de la série en trois albums, Watchmen: volume 1, 2 et 3 les 4 et 25 novembre et le 16 décembre 2019 
D'autre part, chaque épisode contient une ou plusieurs chansons, choisies par Liza Richardson, qui ont un rapport avec l'histoire :

### Épisode 1
- le titre « It's Summer and We're running out of Ice » (C'est l'été et nous n'avons plus de glace) provient de la chanson Pore Jud is Daid , que l'on entend lors de l'épisode, et qui est extraite de la comédie musicale Oklahoma !. Dans cet épisode, Judd Crawford assiste à une représentation de cette comédie musicale.

- Crushed Up par Future.
- Three Little Birds par Elizabeth Mitchell (chanteuse et comédienne américaine, qui a joué dans la série Lost : Les Disparus , co-créée par Damon Lindelof).
- Le concerto pour piano en do majeur K.467-2 de Wolfgang Amadeus Mozart.

### Épisode 2
- Ball of Confusion par The Temptations.
- Santa Baby par Eartha Kitt.
- Le premier mouvement de la Symphonie en la majeur de Wolfgang Amadeus Mozart.
- Nothing fades like the Light par Orville Peck.
- Egg Man par les Beastie Boys (entendue lors du générique de fin, l’œuf étant un symbole récurrent dans la série).

### Épisode 3
- Le titre de l'épisode « She was killed by Space junk » (Elle a été tuée par un débris spatial) est inspiré par la chanson Space Junk de Devo. Le terme « junk » peut aussi faire référence à l'appareil génital masculin, et donc au docteur Manhattan, qui est souvent nu. On entend le morceau Mongoloid de ce même groupe.
- Adrian Veidt, grand fan de musique jamaïcaine, écoute Israelites par Desmond Dekker.
- Roméo et Juliette de Sergueï Prokofiev.

### Épisode 4
- Islands in the Stream par Dolly Parton et Kenny Rogers.
- You're my Thrill par Billie Holiday.
- Do Your Thing par Leroy Sibbles.
- Lors du générique de fin, on entend le version de Time Is on My Side par Irma Thomas (cette chanson, rendue célèbre par The Rolling Stones, évoque bien sûr le thème du temps qui passe et des montres - watch en anglais, très présents dans cet épisode).

### Épisode 5
- Things Can Only Go Better par Howard Jones.
- Careless Whisper du groupe Wham! est entendue au début, dans une scène qui se déroule en 1985. Il est repris plus tard dans l'épisode par Nataly Dawn, du groupe Pomplamoose.
- New York New York et Some Enchanted Evening par Frank Sinatra, qui est né à Hoboken (lieu où se déroule la première scène). On entend à nouveau cette chanson, reprise par les Castells, lors du générique de fin.
- Le Requiem en Ré Mineur - Lacrimosa de Mozart (scènes avec Adrian Veidt).
- Turtles all the Way Down par Sturgill Simpson.

### Épisode 6
- When Cootie left the Duke par Raymond Scott.
- I don't want to set the World on Fire , Whispering Grass et We Three par les Ink Spots.
- Smoke Gets in Your Eyes par Eartha Kitt.
- (There's) always Something to remind me par Sandie Shaw.
- Living in the Past par WITCH.

### Épisode 7
- Living in America par James Brown (chanson qui figurait déjà sur la bande originale du film Rocky 4, qui montrait l'opposition entre les États-Unis et l'Union soviétique.
- Everytime You Go Away de Paul Young, repris par Hall and Oates.

- Life on Mars?, de David Bowie (dans un remix de Trent Reznor et Atticus Ross), qui fait référence au fait que le Docteur Manhattan est censé vivre sur Mars.

### Épisode 8
- Plusieurs morceaux ou chansons font référence à la couleur bleue du Docteur Manhattan : Rhapsody in Blue de George Gershwin, Le Beau Danube bleu de Johann Strauss II, Mr Blue par The Fleetwoods.
- How Sentimental you can be de Phil Gaber.
- Anyone Who Knows What Love Is (Will Understand) par Irma Thomas.
- Tunnel of Love par Doris Day.
- Les Contes d'Hoffmann de Jacques Offenbach.
- It's Just a Matter of Time par Brook Benton.
- My Prayer par The Ink Spots (un morceau aussi utilisé dans la série Twin Peaks: The Return.
- Summer Funk (Adam Oland Remix) de Green Aqua et Adam Oland.

### Épisode 9
- Le titre de l'épisode « See How they Fly » (Voyez comme ils volent) est extrait des paroles de la chanson I Am the Walrus de The Beatles. Cette chanson fait elle aussi référence au symbole de l'œuf (« I am the Egg Man... I am the Walrus »). Cette chanson est entendue lors du générique de fin, interprétée par Spooky Tooth.
- Clair de Lune de Claude Debussy.
- Oh, What a Beautiful Mornin' par Gordon MacRae.
- Le beau Danube bleu (The Blue Danube Waltz) de Johann Strauss.

## Épisodes
1. C'est l'été et nous sommes à court de glace (It's Summer and We're Running Out of Ice)
2. Prouesses martiales des cavaliers comanches (Martial Feats of Comanche Horsemanship)
3. Elle a été tuée par un débris spatial (She Was Killed by Space Junk)
4. Si tu n'aimes pas mon histoire, tu n'as qu'à t'en écrire une (If You Don't Like My Story, Write Your Own)
5. Sans craindre la foudre (Little Fear of Lightning)
6. Cet être extraordinaire (This Extraordinary Being)
7. Une révérence quasi religieuse (An Almost Religious Awe)
8. Un dieu entre dans Abar (A God Walks Into Abar)
9. Regardez comme ils volent (See How They Fly) (ce titre est une référence directe à la chanson des Beatles I Am the Walrus[23]).

## Accueil

### Accueil critique
« Je voulais faire un truc du genre, « ouais, c'est ce que Batman serait dans le monde réel. ». Mais j'avais oublié qu'en fait, pour beaucoup de fans de bandes dessinées, sentir mauvais et ne pas avoir de petite amie, c'est considéré comme des [caractéristiques] de héros. En fait, en quelque sorte, Rorschach est devenu le personnage le plus populaire de Watchmen. Au départ, je voulais en faire un mauvais exemple, mais des gens me disent dans la rue : « Je suis Rorschach ! C'est mon histoire ! ». Et chaque fois, je me dis : « ouais, génial, tu peux me laisser tranquille et ne plus jamais t'approcher de moi aussi longtemps que je vivrai ? ». »

— Alan Moore, créateur original de Watchmen, évoquant l'accueil inattendu de Rorschach en héros.
Watchmen a été salué par la critique. En examinant le site Web agrégateur Rotten Tomatoes, la série a obtenu une note « certifiée fraîche » de 96 % s'appuyant sur 100 avis, avec une note moyenne de 8,26 / 10. Le consensus critique du site Web se lit comme suit : « Gras et hérissé, Watchmen n'est pas toujours facile à regarder, mais en ajoutant de nouvelles couches de contexte culturel et une multitude de personnages complexes, il s'appuie de manière experte sur ses sources pour créer une identité impressionnante. ». Sur Metacritic, il a une moyenne pondérée de 85 sur 100, s'appuyant sur 34 critiques, indiquant « l'éloge universelle ».
The Daily Beast indique que bon nombre de ces critiques sont insatisfaites de la façon dont la série traite le roman graphique original. Plusieurs d'entre elles sont axées sur l'impact de Rorschach sur le récit de la série télévisée. Moore avait écrit Rorschach comme une interprétation extrême de plusieurs personnages de Steve Ditko, tels que The Question et Mr. A, que Ditko avait utilisés pour promouvoir l'objectivisme, à partir desquels Moore avait fait de Rorschach un personnage de droite fondé sur cette philosophie et n’avait jamais voulu que Rorschach soit considéré comme le héros de Watchmen.
L'utilisation par la série de Rorschach en tant qu'icône de la droite politique et des groupes de suprématie blanche fait débat. Certains affirment que la série ne respecte pas Rorschach en tant que héros, et désignent la série comme « une quasi-utopie du woke d'aujourd'hui », entre autres commentaires. D'autres estiment, à l'inverse, que l'idée d'une récupération du personnage de Rorschach par les milieux de l'alt-right suprémaciste est dans la droite lignée de l'univers imaginé par Alan Moore.

### Audiences
Selon HBO, le premier épisode de Watchmen a attiré plus de 1,5 million de téléspectateurs lors de sa première soirée télévisée et diffusée en continu, ce qui représente la première performance remarquable du réseau. La première diffusion de l'épisode avait 800 000 téléspectateurs, ce qui en faisait le premier épisode le plus regardé de toutes les émissions premium du câble en 2019. Le deuxième épisode a chuté à environ 1,3 million de téléspectateurs au cours de la première nuit, dont 765 000 ont regardé la première émission, bien que ce soit considéré comme une performance solide.
À compter de l'épisode 6, HBO a enregistré 7 millions de téléspectateurs à ce jour, ce qui en fait la nouvelle série la plus regardée par HBO depuis Big Little Lies. En outre, il a contribué au plus grand nombre de téléspectateurs numériques pour une série depuis Westworld.

## Distinctions

### Récompenses
- Emmy Awards 2020 : 
  - Meilleure série limitée
  - Meilleure actrice dans une mini-série ou un téléfilm pour Regina King
  - Meilleur acteur dans un second rôle dans une mini-série ou un téléfilm pour Yahya Abdul-Mateen II
  - Meilleur scénario pour une mini-série ou un téléfilm pour Damon Lindelof et Cord Jefferson - l'épisode This Extraordinary Being

### Nominations
- Emmy Awards 2020 : 
  - Meilleur acteur dans une mini-série ou un téléfilm pour Jeremy Irons
  - Meilleure actrice dans un second rôle dans une mini-série ou un téléfilm pour Jean Smart
  - Meilleur acteur dans un second rôle dans une mini-série ou un téléfilm pour Jovan Adepo
  - Meilleur acteur dans un second rôle dans une mini-série ou un téléfilm pour Louis Gossett Jr.
  - Meilleure réalisation pour une mini-série ou un téléfilm pour Nicole Kassell - l'épisode It's Summer And We're Running Out Of Ice
  - Meilleure réalisation pour une mini-série ou un téléfilm pour Steph Green - l'épisode Little Fear Of Lightning
  - Meilleure réalisation pour une mini-série ou un téléfilm pour Stephen Williams - l'épisode This Extraordinary Being